# Sippenhaft
Sippenhaft lub Sippenhaftung (pol. Odpowiedzialność rodzinna) to forma odpowiedzialności zbiorowej stosowanej m.in. w III Rzeszy.

## Reżimy totalitarne
W nazistowskich Niemczech była to zalegalizowana prawem, a mająca swoje źródła w średniowiecznym prawie niemieckim praktyka, w myśl której krewni osób oskarżonych o popełnienie przestępstw przeciw państwu mogli być uznani za współwinnych i więzieni, a nawet pozbawieni życia. Wiele osób, które nie popełniły żadnego przestępstwa, zostało w III Rzeszy aresztowanych zgodnie z prawem o „Sippenhaft”, wprowadzonym po nieudanym zamachu na Hitlera w lipcu 1944. W lutym 1945 zagrożono również śmiercią krewnym tych dowódców, którzy – zdaniem Hitlera – okazali się „zdrajcami” lub „defetystami” w obliczu nieprzyjaciela. W krajach okupowanych stosowano to „prawo” w pełnej rozciągłości, szczególnie w Polsce, na Bałkanach i Związku Radzieckim.

Po zakończonym fiaskiem zamachu 20 lipca dowódca SS, Heinrich Himmler powiedział na konferencji gauleiterów w Poznaniu, że chciałby: 

wprowadzić odpowiedzialność rodzinną... bardzo stary zwyczaj naszych przodków.

 Według Himmlera było to praktykowane w czasach starożytnych wśród Teutonów: 

Człowiek okazał się zdrajcą... jego krew jest zła, czyli w jego żyłach płynie krew zdrajcy; musi zostać zniszczony raz na zawsze, a wraz z nim wszyscy członkowie klanu. Tak więc rodzina Stauffenberga musi zostać zlikwidowana, aż do ostatniego jej członka.

Zgodnie z tym całą rodzinę Stauffenberga spotkały prześladowania. Jego żona, Nina Schenk hrabina von Stauffenberg, trafiła do obozu koncentracyjnego Ravensbrück (przeżyła, zmarła w 2006). Brat Alexander, który nic nie wiedział o zamachu i służył w Wehrmachcie w Grecji, również trafił do obozu koncentracyjnego (przeżył, zmarł w 1964). Identyczne kary spadły na członków rodzin Carla Friedricha Goerdelera, Henninga von Tresckowa, Adama von Trott zu Solz i innych konspiratorów. Fakt, że większość tych rodzin wywodziła się ze starej arystokracji pruskiej, klasy społecznej znienawidzonej przez nazistów, zwiększył tylko gorliwość prześladowców. Małe dzieci spiskowców nie zostały aresztowane, ale wysłane do domów dziecka pod zmienionymi nazwiskami – dzieci Stauffenberga nazywały się w sierocińcu „Meister”.
Inne reżimy totalitarne stosowały podobne środki zastraszania społeczeństw. W czasach stalinowskiej wielkiej czystki lat trzydziestych XX wieku wiele tysięcy ludzi zostało aresztowanych i zamordowanych lub zesłanych do obozów pracy przymusowej jako „krewni wrogów ludu” – w tym również ci, którzy inaczej niż w hitlerowskich Niemczech – byli przestępcami wyłącznie w umyśle Stalina. Jednym z bardziej znanych przykładów była Anna Łarina, żona Nikołaja Bucharina.
Żołnierzom Armii Czerwonej, szczególnie przed tak istotnymi bitwami, jak pod Stalingradem, mówiono, że ich rodziny zostaną zgładzone, jeśli oni się poddadzą.
Podobne praktyki stosowano w komunistycznych Chinach w latach tzw. rewolucji kulturalnej lat sześćdziesiątych XX wieku (najlepszym przykładem jest los Deng Pufanga, syna Deng Xiaopinga) oraz w Kambodży pod panowaniem Czerwonych Khmerów.
Obecnie praktykę odpowiedzialności zbiorowej (rodzinnej) stosuje się w Korei Północnej w stosunku do 3 pokoleń tej samej rodziny.

## W krajach demokratycznych
W Szwajcarii do „Sippenhaftu” została porównana przez prasę lansowana przez Szwajcarską Partię Ludową (SVP), w czasie walki wyborczej w 2007, inicjatywa wydalenia z kraju imigrantów – członków rodziny nieletniego, który popełnił przestępstwo. Odpowiedzialność za czyn przestępczy została rozciągnięta na członków rodziny, którzy przestępstwa nie popełnili.
W Austrii, w trakcie walki o fotel prezydenta Republiki w roku 2010, w związku z zamierzoną kandydaturą na ten urząd Ulricha Habsburga-Lotaryńskiego podjęto publiczną dyskusję dotyczącą odpowiedzialności rodzinnej – „Sippenhaftu” – poprzez interpretację § 6/1 austriackiej konstytucji z 1971. Mówi on, że członkom domów panujących lub ich rodzinom, które kiedyś sprawowały władze, odmawia się biernego prawa wyborczego. Zażalenie w tej kwestii skierowane przez Habsburga do Trybunału Konstytucyjnego, zostało 10 grudnia 2009 odrzucone.